# Tachardina diclipterae
Tachardina diclipterae är en insektsart som beskrevs av Hall 1935. Tachardina diclipterae ingår i släktet Tachardina och familjen Kerriidae.
Artens utbredningsområde är Zimbabwe. Inga underarter finns listade i Catalogue of Life.